# Галдан Бошоґту-хан
Галдан Бошоґту-хан (1644 — 3 травня 1697) — 4-й хан Джунгарії в 1671—1697 роках. Відомий також як Галдан-хунтайджі.

## Життєпис

### Молоді роки
Походив з ойратського племені чорос. Син Батур-хунтайджі, володаря Джунгарії. Його матір'ю була Юм-Агас, донька Хо-Урлюка, правителя Калмицького ханства. Народився у 1644 році. 1651 року Галдана було відправлено на навчання до Тибету, де той прийняв чернечі обітниці в монастирі Ташілунпо. Тут він вивчав буддійські канони, філософію, астрономію, астрологію, основи медицини та фармакології. Закінчивши освіту, захистив вчену ступінь ґеше-лхарамба.
У 1671 році був убитий старший брат Галдана — Сенґе. Ханський престол захопив один з вбивць — Цецен-тайджі, який став правити під ім'ям Цецен-хана. Про свої претензії на трон оголосив і Галдан (зняв духовний сан лами зі згоди Далай-лами V), який оженився на удові брата Ану-хатун, діставши цим підтримку Очірту-Цецен-хан, очільника хошоутів. Невдовзі на бік Галдана перейшла значна частина тайджі і нойонів. У першій битві перемогу здобув Цецен-хан. На річці Урунгу-Булак прихильники Цецен-хана — Чохур-Убаші і Алдар-Хошучі перемогли союзників Галдана — Алдара, Дайчіна і Гомбо. Цецен-хан відкочувала з річки Еміль вгору річкою Ілі, а потім перебрався до озера Хара-Нор. Тут загони Галдана наздогнали Цецен-хана і розгромили його. Багато прихильників Цецен-хана були взяті в полон, а інші розбіглися. Лами Джунгарії перейшли на бік Галдана. Цецен-хан був убитий у полоні або під час битви. Інший вбивця Сенґе — Цзотба-тайджі втік до Хошутського ханства. Після цього Галдана було оголошено хунтайджі Джунгарського ханства.

### На чолі ханства

#### Придушення заколотів
Передусім новому правителю довелося докласти чималих зусиль для відновлення єдності ханства. Цьому усіляко протистояли тайджі, що відчули свою самостійність. Незабаром проти Галдана повстали сини Сенґе. Одного з них, Соном-Рабдана, було отруєно за наказом Галдан-хана, а другий — Цеван Рабдан втік до Турфану, а за іншими відомостями, до калмицького хана Аюки. У 1673 році проти Галдан-хана виступив стрийко Чокур-Убаші, якого підтримав тесть Галдана — Очірту-Цецен-хан. Джунгарський володар до 1677 року переміг обох суперників, які невдовзі загинули. Завдяки цьому розширив свої володіння до Ордоса і Кукунора. 1676 року заснував біля озера Зайсан містечко-монастир Бошоґту-хан-кіт.

#### Розширення володінь
Невдовзі отримав звернення від Далай-лами V, до якого звернувся накшбандійський суфій Аппак-ходжа, очільник «білогорців» (актаглик), що боровся за владу в Кашгарії з «чорногорцями» (каратаглик). Аппак-ходжу було вигнано з його володінь. Галдан-хан завдав поразки каратагликам, відновивши 1678 року владу Аппак-ходжи в Східному Туркестані, який опинився під зверхністю Джунгарії. 1679 році отримав від Далай-лами V титул «бошоґту» (божественний правитель).
1680 року чорні киргизи атакували Яркендське ханство. Галдан-хан виступив до Яркенду, де поставив залежного правителя Абд ар-Рашид-хана II. З 1681 року розпочав війну проти Казахського ханства. Спочатку завдав поразки Тауке-хану, але не зміг захопити важливе місто Сайрам. 1682 року підкорив оази Хамі і Турфан. У 1683—1684 роках здійснив ще 6 походів проти казахів, захопивши міста Сайрам, Шаш, Шимкент, Тараз. Потім встановив владу над чорними киргизами та сплюндрував Ферганську долину. 1687 року не зміг здобути важливе місто Туркестан. У захоплених володіннях Галдан намагався поширювати ламаїзм.

#### Війна за Халху
Галдан Бошоґту-хан вирішив об'єднати усі монгольські племена. До того ще Сенґе-хунтайджі було посилено вплив над державою алтин-ханів (північно-західна Монголія). Хунтайджіу 1687 році уклав союзний договір з одним з правителів Халхи — Шара-ханом, правителем держави дзасагту-хаанів (західна Халха). 1688 року останнього атакував Чахундордж, правитель держави тушету-ханів (центральна Халха). Війська Чахундорджа завдали поразки Шарі, який загинув у битві. Галдан-хунтайджі відправив на допомогу своєму союзнику загін у 300 вояків під орудою молодшого брата Дорчжі-Чжаба, але той зазнав поразки від армії тушету-хана й загинув.
У відповідь на це Галдан-хан на чолі 30-тисячної армії виступив проти Чахундорджа. Вирішальна битва відбулася в місцевості Кара-Ерчік і Цаган-Ерчік. Тут супротивників зустрів посланець зі Лхаси, який діяв від імені Далай-лами VI, і запропонував замиритися. Тушету-хан Чахундордж відступив до озера Чугдус-Нор, де став очікувати переговорів. Проте Галдан-хан розорив землі деяких тайджі правого крила Халхи. Невдовзі перейшов гори Хангай, де вислав війська на північ проти алтин-хана Гендуна, який намагався використати війну між джунгарами та тушету-ханом на свою користь. В результаті землі алтин-ханів (північно-західна Монголія та урянхайська область) було підкорено джунгарами.
За цим Галдан Бошоґту-хан вступив на землі лівого (східного) крила, після чого дійшов до місцевості Темура (річка Тамір, притока Орхона). Тут ойрати розгромили загін сина тушету-хана. Передові загони ойратів підійшли до монастиря Ердені-Дзу, резиденції Чжебдзун-Дамба-хутухти, брата Чахундорджа. На підступах до Ердені-Дзу Галдан-хан вдруге розділив свої сили, відправивши загін для походу на ставку Чжебдзун-Дамба-хутухти, а сам, знаючи про смерть Ілден-Равдана, правителя держави сецен-ханів (східна Халха), ухвалив рішення вирушити до Керулену, щоб поставити під свій контроль усю Халху. Чжебдзун-Дамба-хутухту зі своїми соратниками полишив свою резиденцію і втік до китайських володінь. Ойрати зайняли монастир Ердені-Дзу, пограбували його околиці, але сам монастир не чіпали. Ставка тушету-хана була захоплена і сплюндрована. Галдан-хан з головними силами підійшов до Керулену, переправився через нього і рушив уздовж річки, при цьому хан розсилав гінців до тайджі і нойонів держави сецен-ханів, повідомляючи, що його вороги — Чжебдзун-Дамба-хутухту і Чахундорджа, а з іншими халхасцями він не воює і закликає їх залишатися на місці і жити спокійно. Наприкінці серпня — початку вересня 1688 року Галдан-хан повернув свої війська від Керулена до Туула для повного знищення сил тушету-хана. В свою чергу Чахундорджа звернувся до цінського імператора Кансі по допомогу. 9—10 жовтня 1688 року біля озера Улугай Галдан-хан розгромив війська Чахундорджа, який став відступати до китайського кордону.
У цей час його небіж Цеван Рабдан захопив владу в Джунгарії. Цеван Рабдан підпорядкував своїй владі Турфан, розорив Хамі і перекрив перевали через гори Хангай — шлях з Монголії до Джунгарії. Новий дзасагту-хан Цевенжав не надав допомогу Галдан-хану, відступивши до південного Алтаю, а потім влітку 1690 року з'явився до імператора Кансі, визнавши того зверхність.
Зрештою імператор Кансі, що спостерігав за послабленням ханів Халхи, вирішив втрутитися у джунгаро-монгольське протистояння. У липні 1690 року дві маньчжурські армії, посилені загонами південних і північних халхів-монголів, виступили в похід проти Галдан-хана. 26 липня в битві на річці Улдза, на північному сході Халхи, джунгарський хан розгромив маньчжурський передовий корпус. 1—5 серпня 1690 року в битві при Улан-Бутуні величезна 100-тисячна китайська армія під проводом Кансі завдала поразки 20-тисячному війську Галдан-хан, використовуючи наявну артилерію, яку надав джунгарський хан. Втім знищити війська Галдан-хана не вдалося. Той влітку 1691 року відступив до західної Монголії, області Кобдо 1691 року. Під контролем Галдана залишалася невелика частина Халхи, а решта території Монголії була зайнята маньчжурськими військами.
У травні 1691 імператор Кансі організував у Долоннорі з'їзд халхаських ханів і знаті, покликаний юридично оформити входження Халхи до складу імперії Цін. що й було зроблено. Галдан-хан намагався привернути на свій бік когось з тайджі Халхи, проте марно. Влітку 1693 року Кансі запропонував Галдан-хану прийняти цінське підданство. Багато прихильників і прихильники Галдана стали залишати його і переходити на бік імперії і Цеван-Рабдана. Восени 1695 року Кансі почав проти Галдана новий похід. Три маньчжурські армії виступили на Монголію. На чолі головної армії знаходився сам імператор. 13 травня 1696 року 5-тисячне військо Галдана Бошоґту зазнало поразки від 50-тисячної китайської армії на річці Терелже. Галдан втратив в битві дружину Ану-хатун.
3 травня 1697 року Галдан Бошогту помер після нетривалої хвороби в урочищі Ача-Амтатай (тепер сомон Тонхіл аймака Говь-Алтай). За іншою версією, він, зневірившись повернути втрачене, наклав на себе руки, прийнявши отруту. Щоб не допустити наруги над трупом, тіло Галдана було негайно спалене.